# Julio Diaz (acteur)
Pour les articles homonymes, voir Diaz.
Mariano de Leon Regaliza, connu sous le pseudonyme de Julio Diaz, né le 18 novembre 1958 à Manille (Philippines), est un acteur philippin. Il a joué dans cinq films de Brillante Mendoza.

## Filmographie partielle
- 1992 : Bayani de Raymond Red — Andrés Bonifacio
- 1993 : Sakay (en) de Raymond Red — Macario Sakay (en)
- 1994 : El silencio de Neto (es) de Luis Argueta — Eduardo Yepes
- 1995 : The Flor Contemplacion Story (en) de Joel Lamangan — Efren Contemplacion
- 1995 : Segurista (en) de Tikoy Aguiluz — Eddie
- 2007 : Tirador de Brillante Mendoza — Diego
- 2008 : Serbis de Brillante Mendoza — Lando
- 2009 : Kinatay de Brillante Mendoza — Kap (Vic)
- 2015 : Taklub de Brillante Mendoza — Larry
- 2016 : Ma' Rosa de Brillante Mendoza — Nestor
- 2019 : La Llorona de Jayro Bustamante — Enrique

## Récompenses et distinctions
Julio Diaz a été nommé quatre fois aux Gawad Urian (en).